# Капуцинови
Капуциновите (Cebidae), също хватателноопашати маймуни, са семейство широконоси маймуни, което обединява капуцини и саймирита. Тези примати са широко разпространени в горите на Централна и Южна Америка.

## Обща характеристика
Капуциновите са дребни маймуни, размерите им достигат до 56 cm дължина и маса 4 kg (качулат капуцин). Te са типични представители на широконосите маймуни – носът им е широк и сплескан, а ноздрите са разположени странично.
Живеят изключително по дърветата, рядко слизат на земята и като цяло са всеядни – хранят се основно с плодове и насекоми. Активни са денем. Социални животни са – живеят на групи от 5 до 40 индивида.
Женските раждат по едно или две малки след 130 до 170 дневна бременност.

## Класификация
Широконосите или маймуни на Новия свят са се деляли на две семейства: Остроноктести (Callitrichidae) и Опашнохватателни маймуни (Cebidae), но след това Остроноктестите са включени като подсемейство Callitrichinae в състава на Cebidae, което вече се нарича Капуцинови, а множество други се отделят в самостоятелни семейства Aotidae (нощни маймуни), Pitheciidae (сакита, уакарита и титита) и Atelidae (паякообразни маймуни, ревачи и вълнести маймуни). Най-новите класификации отново отделят остроноктестите в самостоятелно семейство.
- подсемейство Cebinae – Капуцини
  - род Cebus – капуцини
    - Cebus capucinus – белораменен капуцин
    - Cebus albifrons – белочел капуцин
    - Cebus olivaceus (вкл. nigrivittatus) – кафяв капуцин
    - Cebus kaapori (Cebus olivaceus ssp.) – каапорски капуцин
    - Cebus apella – качулат капуцин, кафяв капуцин фавн
    - Cebus libidinosus (Cebus apella ssp.)
    - Cebus nigritus (Cebus apella ssp.) – черен капуцин
    - Cebus xanthosternos (Cebus apella ssp.) – жълтогръд капуцин
    - Cebus queirozi – златокос капуцин

- подсемейство Saimirinae – катеричи маймуни саймири
  - род Saimiri – саймирита
    - Saimiri sciureus – обикновена саймири, катерича маймуна
    - Saimiri oerstedii – централноамериканска саймири, рижогръба саймири
    - Saimiri ustus – голоуха саймири
    - Saimiri boliviensis – черноглава саймири, боливийска саймири
    - Saimiri vanzolini – черна саймири